# Галкіни (Котельницький район)
Га́лкіни (рос. Галкины) — присілок у складі Котельницького району Кіровської області, Росія. Входить до складу Молотніковського сільського поселення.
Населення становить 1 особа (2010, 3 у 2002).
Національний склад станом на 2002 рік — росіяни 100 %.